# 프랑스의 해외 영토
해외 영토(海外 領土, 프랑스어: Territoire d'outre-mer, TOM)는 프랑스의 해외 영토를 구성하는 행정 구역 가운데 하나이다. 현재 프랑스의 해외 영토로 남아 있는 곳은 프랑스령 남방 및 남극 뿐이다.

## 과거 프랑스의 해외 영토였던 곳
- 프랑스령 인도 (1946년 ~ 1954년, 현재는 인도의 연방 직할지인 푸두체리)
- 누벨칼레도니 (1946년 ~ 1999년, 현재는 특별 공동체)
- 프랑스령 폴리네시아 (1946년 ~ 2003년, 현재는 해외 집합체)
- 생피에르 미클롱 (1946년 ~ 1976년, 1985년 ~ 2003년, 현재는 해외 집합체)
- 왈리스 푸투나 (1961년 ~ 2003년, 현재는 해외 집합체)
- 마요트 (1974년 ~ 2003년, 현재는 해외 데파르트망)
- 프랑스령 남방 및 남극 (1973 ~ 2004, 현재는 해외 데파르트망)

## 같이 보기
- 프랑스의 행정 구역
- 프랑스의 해외 데파르트망과 해외 영토
- 해외 레지옹
- 해외 데파르트망
- 해외 집합체